# Schloßgartengraben
Der Schloßgartengraben ist ein linker Zufluss des Störzelbachs im mittelfränkischen Landkreis Weißenburg-Gunzenhausen. Der Name kommt wahrscheinlich vom Schlossgarten des nahen Schloss Stopfenheim.

## Verlauf
Der Schloßgartengraben entspringt auf einer Höhe von 473 m ü. NHN nordöstlich von Stopfenheim unweit der Kreisstraße WUG 3 und nahe der Europäischen Hauptwasserscheide. Der Bach fließt parallel zur Kreisstraße zunächst in südwestliche, dann südliche und anschließend in westliche Richtung und durchquert eine weite Offenlandschaft. Der Schloßgartengraben mündet unweit des Kesselweihers nach einem Lauf von rund einem Kilometer auf einer Höhe von 456 m ü. NHN am nördlichen Ortsrand von Stopfenheim von links in den Störzelbach. Der Schloßgartengraben hat keine bedeutenden Zuflüsse.